# 第4回日米大学野球選手権大会日本代表
第4回日米大学野球選手権大会日本代表（だい4かいにちべいだいがくやきゅうせんしゅけんたいかいにほんだいひょう）は、1975年6月21日から29日まで開催された日米大学野球選手権大会第4回大会に出場するために編成された日本チームである。
この大会には江川卓（法大）が選出され、大いに注目を集めたが、思ったほどの成績を残すことができなかった。

## 日本チーム
所属 や学年は選出当時
| 位置   | 氏名       | 所属                     | 学年 |
| ------ | ---------- | ------------------------ | ---- |
| 団長   | 松前重義   | 全日本大学野球連盟副会長 |      |
| 総監督 | 島岡吉郎   | 明治大学監督             |      |
| 監督   | 太田誠     | 駒澤大学監督             |      |
| 投手   | 江川卓     | 法政大学                 | 2年  |
| 投手   | 田尾安志   | 同志社大学               | 4年  |
| 投手   | 名取和彦   | 明治大学                 | 4年  |
| 投手   | 田村政雄   | 中央大学                 | 4年  |
| 投手   | 斉藤明雄   | 大阪商業大学             | 3年  |
| 投手   | 丸山清光   | 明治大学                 | 4年  |
| 投手   | 山本泰之   | 駒澤大学                 | 4年  |
| 捕手   | 土屋恵三郎 | 法政大学                 | 4年  |
| 捕手   | 小川良一   | 駒澤大学                 | 4年  |
| 捕手   | 袴田英利   | 法政大学                 | 2年  |
| 捕手   | 荒井信久   | 明治大学                 | 4年  |
| 内野手 | 平田薫     | 駒澤大学                 | 4年  |
| 内野手 | 中畑清     | 駒澤大学                 | 4年  |
| 内野手 | 岩井靖久   | 法政大学                 | 4年  |
| 内野手 | 吉沢俊幸   | 早稲田大学               | 3年  |
| 内野手 | 安岡直記   | 明治大学                 | 4年  |
| 内野手 | 後藤寿彦   | 慶應義塾大学             | 4年  |
| 外野手 | 二宮至     | 駒澤大学                 | 4年  |
| 外野手 | 楠原基     | 法政大学                 | 2年  |
| 外野手 | 佐藤清     | 早稲田大学               | 2年  |

## 対戦成績
- 第1戦（6月21日、カリフォルニア州・デドースタジアム）　アメリカ 9-2 日本
- 第2戦（6月22日、デドースタジアム）　アメリカ 3-2 日本　（延長13回）
- 第3戦（6月24日、ネブラスカ州・ローゼンブラットスタジアム）　日本 7-5 アメリカ
- 第4戦（6月25日、ローゼンブラットスタジアム）　アメリカ 6-1 日本
- 第5戦（6月26日、ローゼンブラットスタジアム）　アメリカ 11-3 日本
- 第6戦（6月28日、デドースタジアム）　日本 4x-3 アメリカ　（延長15回）
- 第7戦（6月29日、デドースタジアム）　アメリカ 2-0 日本
通算5勝2敗でアメリカの優勝[1]。